# داني آلفين
داني آلفين (بالإنجليزية: Danny Alvin)‏ هو عازف جاز أمريكي، ولد في 29 نوفمبر 1902 في نيويورك في الولايات المتحدة، وتوفي في 6 ديسمبر 1958 في شيكاغو في الولايات المتحدة.

## وصلات خارجية
- داني آلفين على موقع ميوزك برينز (الإنجليزية)
- داني آلفين على موقع أول ميوزيك (الإنجليزية)
- داني آلفين على موقع ديسكوغز (الإنجليزية)